# Đường tỉnh 741
Đường tỉnh 741 là tuyến đường bộ liên tỉnh đi qua các tỉnh Bình Dương, Bình Phước và Đắk Nông, Việt Nam.

## Lộ trình
Tuyến đường có chiều dài 198 km. Điểm đầu là ngã tư Sở Sao (giao với Quốc lộ 13) thuộc địa phận thành phố Bến Cát, đi qua các huyện Bắc Tân Uyên, Phú Giáo (tỉnh Bình Dương), huyện Đồng Phú, thành phố Đồng Xoài, huyện Phú Riềng, thị xã Phước Long, huyện Bù Gia Mập (thuộc tỉnh Đăk Nông. Điểm cuối giao với Tỉnh lộ 686 tại thôn 2, xã Quảng Trực, huyện Tuy Đức, tỉnh Đắk Nông. Tỉnh lộ 741 giao với Quốc lộ 14 tại ngã tư Đồng Xoài.
Hiện nay, đoạn từ ngã tư Sở Sao đến ngã tư Cổng Xanh mang tên đường Nguyễn Văn Thành, đoạn qua thành phố Đồng Xoài mang tên đường Phú Riềng Đỏ. Ngoài ra, tuyến đường còn đi qua vườn quốc gia Bù Gia Mập.

## Lịch sử
Tỉnh lộ 741 có tiền thân là Quốc lộ 14 cũ.
Năm 2007, tỉnh lộ 741 được nâng cấp mở rộng giai đoạn 1, đoạn từ ngã tư Cổng Xanh đến Đồng Xoài với 6 làn xe. Hiện nay, giai đoạn 2 đang được thi công đoạn từ ngã tư Sở Sao đến ngã tư Cổng Xanh.